# Гласная полусловица
Гласная полусловица — это разновидность тайнописи полусловица, в которой сокращению подлежат только гласные буквы, а согласные остаются на своих местах без изменения.
Этой тайнописью написан ключ к письму «в квадратах» и «Лаодикийское послание», начало которого может выглядеть так (Рис. 1).
Таким же способом гораздо позднее в XVIII веке сделана небольшая запись на «Поморских ответах» в рукописи N 3006 Исторического музея.(Рис.2)

Рис.1
Рис.2